# Easytronic
Easytronic je obchodní značka automobilky Opel pro automatizovanou převodovku používanou v automobilech Opel a Vauxhall.
Easytronic nemá konstrukci jako Tiptronic - neobsahuje hydrodynamický měnič. Jedná se o v zásadě obyčejnou manuální převodovku s jednokotoučovou suchou spojkou. Řazení je však ovládáno elektronickou řídicí jednotkou (ECU). Proto tato převodovka působí pro řidiče podobným dojmem jako převodovka Tiptronic, včetně způsobu ručního řazení rychlostních stupňů. Easytronic patří mezi převodovky označované jako robotizované. Předností robotizovaných manuálních převodovek je, že neubírají výkonu jako hydrodynamické měniče a jsou relativně spolehlivé. Občas mohou své majitele nepříjemně překvapit, zejména když se objeví na přístrojové desce písmeno F a nelze zařadit rychlost, doprovázené diagnostickým kódem P 1607 či jinými častými chybovými kódy.
Easytronic se užívá obecně u menších moderních osobních automobilů s pohonem předních kol, například Corsa, Meriva nebo Astra.
Převodovky Easytronic pro Adam Opel GmbH vyrábí firma ZF Friedrichshafen AG.